# Tassiló III
Tassiló III (nascut vers 741 - mort després del 794) fou duc de Baviera o més exactament dels bavarii i el darrer representant de la dinastia Agilolfinga.
Tenia set anys quan va morir el seu pare Odiló i el seu parent Gripó va usurpar el poder però Pipí el Breu el va expulsar immediatament en defensa dels drets de Tassiló que era fill d'Hiltruda, filla de Carles Martell i germana de Pipí, al que va proclamar duc sota la regència de la seva mare. El 757 Tassiló va jurar fidelitat a l'ara rei de França Pipí (fins al 751 duc dels francs i majordom de palau) a l'assemblea de Compiègne. Llavors tenia màxim 17 anys.
El duc va créixer i va fer una política independent dels francs. En temps de Carlemany era un personatge important per la seva vinculació a la nissaga reial. Estava casat amb Liutberga de Llombardia, la filla de Desideri de Llombardia, rei dels llombards o longobards (756 – 774) que dominaven aleshores Itàlia al sud-oest de Baviera. Per governar es valia de les riqueses dels monestirs catòlics amb les quals va organitzar diverses missions per convertir als eslaus de Caríntia entre el Drave i el Save; quan els eslaus de la zona foren amenaçats pels àvars, Tassiló va esdevenir el seu protector. En canvi no va ajudar al seu sogre quan Carlemany va posar fi al regne llombard el 774. En tot cas aquest episodi va augmentar la desconfiança de Tassiló envers Carlemany donc el duc ara havia quedar rodejat amb la incorporació del regne Llombard i del Friül a l'Imperi Carolingi. Les relacions es van refredar.
Carlemay va demanar llavors a Tassiló de confirmar el seu jurament de lleialtat fent un nou jurament (781). El duc va acceptar anar a l'assemblea de Worms amb la condició que el rei li fes entrega d'alguns ostatges que serien garantia de la seva seguretat. Tassiló va intentar obtenir el suport del papa Adrià I però l'Església estava totalment entregada als francs. Carlemany va aixecar tres exèrcits per sotmetre al duc refractari; finalment Tassiló va renovar el seu jurament a Lechfeld prop d'Augsburg el 3 d'octubre del 787. Només retornar a Ratisbona Tassiló va reprendre les seves intrigues sota influència de la seva esposa Liutberga que no oblidava el que Carlemany havia fet amb la seva família. Tassiló va negociar amb els àvars però l'aristocràcia bavaresa que estava a favor de l'emperador, li va fer saber aquestos moviments.
Tassiló fou forçat de reconèixer els seus crims i condemnat a mort (788) però Carlemany no el va voler matar i el va deixar viure a canvi d'esdevenir monjo com efectivament va fer, ingressant a l'abadia de Saint-Pierre de Jumièges amb el seu fill Teodó. La seva esposa Liutberga i un altre fill, Teodebert, van córrer la mateixa sort en altres monestirs. El ducat fou suprimit i l'autoritat traspassada a diferents comtes; el poder militar va ser confiat a un prefecte (præfectus) en la persona d'un parent de Tassiló, Gerold II de Vintzgau (?-† 799), comté de Vintzgau (786-799) i prefecte de Baviera (788-799).
El 794 al concili de Frankfort, Carlemany va obligar a Tassiló a fer renúncia formal de tots els seus drets i Baviera fou annexionada al regne franc. Tassiló va morir després d'aquesta data, però es desconeix quan.